# 鳥取県道267号大栄赤碕線
鳥取県道267号大栄赤碕線（とっとりけんどう267ごう だいえいあかさきせん）は、鳥取県東伯郡北栄町から東伯郡琴浦町に至る一般県道である。

## 概要
東伯郡北栄町大谷から東伯郡琴浦町大字赤碕に至る。国道9号の旧道で、建築基準法42条1項1号で規定されている。

### 路線データ
- 起点：鳥取県東伯郡北栄町大谷（大谷交差点、国道9号交点、鳥取県道503号赤碕東郷自転車道線上）
- 終点：鳥取県東伯郡琴浦町大字赤碕（国道9号交点）

## 歴史
- 1991年（平成3年）3月26日 - 鳥取県告示第292・294号により、起点が東伯郡大栄町六尾・由良川橋西詰交差点から東伯郡大栄町大谷・大谷交差点に変更され、路線名も「鳥取県道267号六尾赤碕線」から「鳥取県道267号大栄赤碕線」に変更された[1]。これに伴い、東伯郡大栄町六尾・由良川橋西詰交差点 - 東伯郡大栄町大谷・大谷交差点間は大栄町に移管され、大栄町道六尾大谷線（現：北栄町道2316号六尾大谷線）となった[2]。

## 路線状況

### 重複区間
- 鳥取県道503号赤碕東郷自転車道線（東伯郡北栄町大谷・大谷交差点（起点） - 東伯郡琴浦町大字中尾）
- 鳥取県道503号赤碕東郷自転車道線（東伯郡琴浦町大字丸尾 - 東伯郡琴浦町大字八橋）
- 鳥取県道503号赤碕東郷自転車道線（東伯郡琴浦町大字八橋 - 東伯郡琴浦町大字別所）

### 道路施設

#### 橋梁
- 兵川橋（兵川、東伯郡琴浦町）
- 加勢田橋（加勢田川、東伯郡琴浦町）
- 御幸橋（御幸川、東伯郡琴浦町）
- 洗川橋（洗川、東伯郡琴浦町）
- 元旧橋（元旧川、東伯郡琴浦町）
- 茅町橋（茅町川、東伯郡琴浦町）
- 新川宮橋（新川、東伯郡琴浦町）
- 鐘洗橋（鐘洗川、東伯郡琴浦町）
- 西谷橋（西谷川、東伯郡琴浦町）
- 本谷川橋（本谷川、東伯郡琴浦町）
- 化粧川橋（化粧川、東伯郡琴浦町）

## 地理

### 通過する自治体
- 鳥取県
  - 東伯郡北栄町 - 東伯郡琴浦町

### 交差する道路
| 交差する道路                                         | 市町村名 | 市町村名 | 交差する場所 | 交差する場所      |
| ---------------------------------------------------- | -------- | -------- | ------------ | ----------------- |
| 国道9号 鳥取県道503号赤碕東郷自転車道線 重複区間起点 | 東伯郡   | 北栄町   | 大谷         | 大谷交差点 / 起点 |
| 鳥取県道503号赤碕東郷自転車道線 重複区間終点         | 東伯郡   | 琴浦町   | 大字中尾     |                   |
| 鳥取県道503号赤碕東郷自転車道線 重複区間起点         | 東伯郡   | 琴浦町   | 大字丸尾     |                   |
| 鳥取県道503号赤碕東郷自転車道線 重複区間終点         | 東伯郡   | 琴浦町   | 大字八橋     |                   |
| 鳥取県道151号倉吉東伯線                              | 東伯郡   | 琴浦町   | 大字八橋     |                   |
| 鳥取県道213号八橋停車場線                            | 東伯郡   | 琴浦町   | 大字八橋     |                   |
| 鳥取県道503号赤碕東郷自転車道線 重複区間起点         | 東伯郡   | 琴浦町   | 大字八橋     |                   |
| 鳥取県道503号赤碕東郷自転車道線 重複区間終点         | 東伯郡   | 琴浦町   | 大字別所     |                   |
| 鳥取県道268号赤碕港線                                | 東伯郡   | 琴浦町   | 大字赤碕     |                   |
| 国道9号                                              | 東伯郡   | 琴浦町   | 大字赤碕     | 終点              |

### 沿線
- 日本海
- 琴浦町立赤碕小学校
- 鳥取県立琴の浦高等特別支援学校